# Jeffrey Boam
Jeffrey Boam (* 30. November 1946 in Rochester, New York, USA; † 24. Januar 2000 in Los Angeles, Kalifornien) war ein US-amerikanischer Drehbuchautor und Produzent.

## Leben
Vor seiner Karriere als Drehbuchautor besuchte er die Sacramento State University, später machte er ein Masters in Arts an der University of California in Los Angeles.
Neben seiner Tätigkeit als Drehbuchautor war Boam auch als Produzent aktiv. So war er u. a. Ausführender Produzent der Fernsehserie Die Abenteuer des Brisco County jr., für welche er auch einige Drehbücher verfasste.
1993 führte er das erste und einzige Mal Regie, als er eine Episode der Horrorserie Geschichten aus der Gruft inszenierte. Er starb im Alter von 53 Jahren infolge einer Lungenerkrankung an Herzversagen.

## Auszeichnungen
- 1984: Nominierung für den Saturn Award für das Drehbuch zu Dead Zone – Der Attentäter.
- 1991: Nominierung für den Saturn Award in der Kategorie Best Writing für Indiana Jones und der Letzte Kreuzzug.

## Filmografie als Drehbuchautor (Auswahl)
- 1978: Stunde der Bewährung (Straight Time) – Regie: Ulu Grosbard
- 1983: Dead Zone – Der Attentäter (The Dead Zone) – Regie: David Cronenberg
- 1987: Die Reise ins Ich (Innerspace) – Regie: Joe Dante
- 1987: The Lost Boys – Regie: Joel Schumacher
- 1988: Funny Farm – Regie: George Roy Hill
- 1989: Indiana Jones und der letzte Kreuzzug (Indiana Jones and the Last Crusade) – Regie: Steven Spielberg
- 1989: Lethal Weapon 2 - Brennpunkt L.A. (Lethal Weapon 2) – Regie: Richard Donner
- 1992: Lethal Weapon 3: Brennpunkt L.A. – Die Profis sind zurück  (Lethal Weapon 3) – Regie: Richard Donner
- 1993: Die Abenteuer des Brisco County jr. (The Adventures of Brisco County jr.) (Fernsehserie)
- 1996: Das Phantom (The Phantom) – Regie: Simon Wincer